# Koráb Boldizsár
Koráb Boldizsár (Balthazar Korab) (Budapest, 1926. február 16. – Detroit, 2013. január 15.) építész, fotóművész, az 1950-, '60-, '70-es évek egyik legelismertebb építészeti fotográfusa.

## Életpályája
1949-ben a magyar kommunista kormány elől menekülve Franciaországba emigrált. A párizsi École des beaux-arts-on szerzett építészmérnöki diplomát 1954-ben. Egy ideig vezető európai építészek, köztük Le Corbusier irányítása alatt volt gyakornok.
1955-ben megérkezett az USA-ba, és Eero Saarinen alkalmazta, hogy fényképezze az építészeti tervezési folyamatot. A detroiti építészközösség felkarolta, és sok cég megbízta őt, hogy dokumentálja épület- és magánház projektjeit. 1956-ban negyedik helyezést ért el a Sydney-i Operaház nemzetközi tervpályázatán. Ő dokumentálta az Arno 1966-os áradását az olaszországi Firenzében.
1994-ben Bill Clinton amerikai elnök a fotóiból készült portfóliót ajándékozott Göncz Árpádnak, Magyarország köztársasági elnökének. 2013. január 15-én halt meg a Parkinson-kórral folytatott hosszú küzdelme után. Felesége, Monica és két gyermeke, Christian és Alexandra maradtak életben. Gyűjteményét ma a Kongresszusi Könyvtárban őrzik.
2007. december 10-én a Magyar Építőművészek Szövetsége tiszteletbeli tagjává választotta.

## Fordítás
- Ez a szócikk részben vagy egészben  a   Balthazar Korab című angol Wikipédia-szócikk ezen változatának fordításán alapul.  Az eredeti cikk szerkesztőit annak laptörténete sorolja fel. Ez a jelzés csupán a megfogalmazás eredetét és a szerzői jogokat jelzi, nem szolgál a cikkben szereplő információk forrásmegjelöléseként.